# Enriqueta Arias
María Enriqueta Arias Escamilla (Ciudad de México) también conocida como Enriqueta Arias es una curadora y gestora cultural mexicana. Fundadora y directora creativa de Artsynonym que promueve el arte público, especialmente el arte urbano en México e internacionalmente.

## Trayectoria
Estudió actuación, locución y doblaje, paralelo a ciencias de la comunicación en la Universidad Nacional Autónoma de México. Además realizó un programa internacional de arte y comunicación en L’Institut d’Etudes Politiques, Sciences Po de París y en 2017 realizó un estudio posgrado en Estudios Curatoriales en la Central Saint Martins, University of the Arts en Londres.
Participó en la edición de revistas y periódicos como: Milenio, El Universal, Revista Quién, Juxtapoz Latin America. Trabajó en Kipling México, DOCSDF, Great Place to Work. Además fue directora creativa en PangeaSeed y fue host del programa de YouTube de All City Canvas.

En 2015 creó la organización de Artsynonym, donde apoya principalmente a artistas de México, pero también trabaja con artistas de otras partes del mundo. 
Principalmente visibiliza a mujeres y disidencias de diferentes áreas artísticas para dar a conocer que todas las personas tenemos algo importante que decir, manteniendo una diversidad sobre todo con el arte urbano y un sector que ha sido invisibilizado.

## Curaduría
Entre sus colaboraciones se encuentran marcas como: Nike, Netflix, Apple, Vans, Gucci, Ferragamo, Stella Artois, Universal Music, Wework, L'Oréal.
Colaboró con el mural de Get Down, primero de su tipo que Netflix gestiona en América Latina. Así como también con la campaña de Bon Iver para realizar la réplica de su disco. En el festival Corona Capital curó algunos de los murales realizados por los artistas Enrique Espina, David Rocha y Revost. Y coordinó la realización del mural de Bonobo en la colonia Roma. 
En 2015 gestionó el festival de Sea Walls de Cozumel; mientras que, en 2017 se encargó de murales para la banda inglesa The XX y Queens of the Stone Age. También realizó murales con H&M y Lenom para el desfile de Día de Muertos en el Zócalo y dirigió el proyecto con Art (Re) Public en Jacksonville y con Art United Us en Kiev, Ucrania.  
Administró un mural en Los Ángeles con It's a Living y uno con el Instituto Mexicano de la Juventud para la apertura de un skatepark en Ciudad de México.
En 2018 participó en la campaña #JuntasImparables de Nike, en donde fue curadora de cinco murales.
En 2020 fue impulsora de la iniciativa de Murales con Eco, misma que surgió durante el confinamiento de la pandemia por Covid-19.